# Kane i Abel
Kane i Abel (eng. Kane and Abel) roman je iz 1979. godine britanskog pisca Jeffreya Archera.
Knjiga je objavljena u Ujedinjenom Kraljevstvu 1979. i u Sjedinjenim Američkim Državama u veljači 1980. godine. Prodana je u više od milijun primjeraka u prvom tjednu, postigavši međunarodni uspjeh. Popela se na prvo mjesto na New York Timesovu popisu najprodavanijih knjiga. Do 2009. godine prodano je oko 34 milijuna primjeraka širom svijeta.
Nastavak knjige, Razmetna kćer, ima Abelovu kćer Florentynu kao glavni lik.
Godine 2003. knjiga je zauzela 96. mjesto na BBC-jevu popisu „The Big Read”. Roman se također nalazi među najprodavanijim knjigama na svijetu te je prodan u otprilike istom broju primjeraka kao Ubiti pticu rugalicu i Zameo ih vjetar.

## Sažetak
Roman donosi priču o dva različita života. Kane, dok studira na Harvardu, saznaje da je njegov kum Henry prevario njegovu majku i da je njegov pravi identitet Vitorio Tossana. To dovodi do smrti njegove majke i Kane izbacuje Henryja iz svoje vile.
S druge strane, Abel Rosnovski, odgajan u šumi od strane obitelji lovaca na životinje, poznat je po svojoj inteligenciji. Pozvan je da boravi u dvorcu baruna, ali tijekom Prvog svjetskog rata biva okupiran od strane Nijemaca i barun je ubijen. Abel se seli na Sibir, bježi u Tursku i emigrira u Ameriku.
U Americi Abel radi kao konobar u hotelu i studira ekonomiju. Tijekom Velike depresije vlasnik hotela počini samoubojstvo i ostavlja imovinu Abelu. Abel preimenuje hotel u Baron i ulazi u partnerstvo s političarom Henryjem Osbornom.
Djeca Abela i Kanea zaljubljuju se i vjenčavaju se, ne znajući za neprijateljstvo svojih očeva. Kane i Abel nastavljaju biti neprijatelji, nesvjesni da utječu na živote jedni drugih. Priča završava smrću Abela i njegov unuk William mu poklanja srebrni pojas koji ga je nekad označavao kao baruna.